# Bakách-Bessenyey György
Dr. szentgyörgyvölgyi és galánthai báró Bakách-Bessenyey György (Budapest, 1892. április 14. – New York, 1959. február 19.) politikus, diplomata, nagykövet.

## Élete
Bakách-Bessenyey Ferenc (1839-1922) báró és maglódi Wodianer Irén gyermeke. Apai nagyzsülei galánthai Bessenyey Barnabás (1808-1847) és Kovách Teréz (1819-1888) voltak. A budapesti, majd a bécsi tudományegyetemen tanult, végül jogi doktori oklevelet szerzett. 1912-től Pest-Pilis-Solt-Kiskun vármegye szolgabírája, 1915-től pénzügyi fogalmazója, 1919-től pedig egy évig pénzügyi segédtitkára. Eközben az első világháborúban huszártisztként teljesített szolgálatot. A háború után a római, majd a bécsi követségi szolgálat követségi titkára volt, és ezzel párhuzamosan 1926-tól a Külügyminisztérium politikai osztályának helyettes vezetője, 1934-től vezetője, 1938-ban pedig rövid ideig követségi tanácsosa is volt. 1938-tól Magyarország belgrádi, 1941-től vichyi, 1943-tól pedig berni nagykövete. Ez utóbbi tisztségéról Magyarország német megszállása után, 1944. március 22-én lemondott. Ugyanebben az évben, augusztusban, Horthy kérésére Genfben kapcsolatot keresett a nyugati hatalmakkal a fegyverszüneti tárgyalások megkezdése miatt. Közvetítői szerepet vállalt, a szövetségesek Bakách-Bessenyeyn keresztül juttatták el üzeneteiket a magyar vezérkarhoz. Ezekben a rejtjelezett üzenetekben azt közölték, hogy Magyarországot a szovjet csapatok fogják megszállni, és emiatt a fegyverszüneti tárgyalásokat inkább velük kellene kezdeményezni. Mindezek ellenére a magyar diplomácia továbbra is a nyugati hatalmakkal való tárgyalást erőltette. Bakách-Bessenyey sürgette Horthyt a szovjetekkel való kapcsolat felvételére, de hiába volt minden diplomáciai érzéke, nem ért el eredményt, így közvetítői szerepét nem játszotta tovább. Ezután csatlakozott a Követi Bizottsághoz, melyben Barcza György mellett vezető szerepett vitt. A magyar diákokat és menekülteket támogató bizottság elnöke volt, a második világháború után pedig már az Amerikai Egyesült Államokban élt 1946-tól. Az említett tisztségein kívül a Magyar Nemzeti Bizottmány végrehajtó bizottságának tagja, és a külügyi bizottság elnöke is volt, valamint a Szuverén Máltai Lovagrend tagja.

## Családja
1919-ben nősült először, ekkor röjtöki Bene Gizellát (1897–1984) vette el, három gyermekük született:
- Mária Magdolna (1920); férje: Antoine Pierre von Bavier (1919)
- Éva Mária (1922)
- Ferenc György (1925); neje: nagyalásonyi Barcza Éva (1924–2009)

Később elvált feleségétől, majd 1958-ban újra megházasodott, ekkor alsó- és felsősurányi gróf Sigray Margitot (1910–1984), Sigray Antal gróf leányát vette el, de gyermekük nem született.